# Ryan Logan
Ryan Patrick Logan (* 22. Mai 1994 in Fredericktown (Ohio)) ist ein US-amerikanischer Basketballspieler.

## Laufbahn
Logan war bis 2013 Mitglied der Basketballmannschaft der Fredericktown High School im US-Bundesstaat Ohio. Er wechselte ans Stonehill College nach Massachusetts, begann ein Studium der Kommunikationswissenschaft und spielte von 2013 bis 2017 für Stonehills Hochschulmannschaft in der zweiten Division der National Collegiate Athletic Association (NCAA). Der Flügelspieler bestritt 115 Partien für die Mannschaft und stand in allen Spielen in der Anfangsaufstellung. Logan erzielte im Durchschnitt 15,3 Punkte je Begegnung, seinen besten Saisonschnitt erreichte er 2016/17 mit 17,8. Im Anschluss an die Spielzeiten 2015/16 sowie 2016/17 wurde er jeweils in die Auswahl der fünf besten Spieler der Northeast-10-Conference berufen. Diese Auszeichnung in zwei aufeinanderfolgenden Jahren zu erhalten, war am Stonehill College zuvor zuletzt dem späteren Berufsbasketballer AJ Rudowitz (u. a. SC Rasta Vechta) gelungen.
Wie Rudowitz wechselte Logan ins Profilager. 2017 wurde er vom luxemburgischen Erstligisten BBC US Heffingen unter Vertrag genommen. Er erzielte für Heffingen in 29 Ligaspielen im Schnitt 22,6 Punkte pro Einsatz und erzielte des Weiteren 9,6 Rebounds, 3,1 Korbvorlagen sowie 1,7 Ballgewinne je Spiel. In der Saison 2018/19 erreichte Logan in Deutschlands dritthöchster Spielklasse (2. Bundesliga ProB) beim SC Rist aus Wedel bei Hamburg 14,7 Punkte, 6,7 Rebound und 3,6 Korbvorlagen pro Spiel. Er nahm auch an den Trainingseinheiten von Wedels Kooperationspartner Hamburg Towers teil.
Im Juli 2019 gab Zweitligist Uni Baskets Paderborn die Verpflichtung des US-Amerikaners bekannt. Anfang März 2020 war Logan bei einem 92:91 über Tabellenführer Chemnitz Paderborns entscheidender Mann für den Sieg, der eine zuvor 22 Spiele andauernde Siegesserie der Sachsen beendete. Er erzielte in der wegen der Ausbreitung des Coronavirus SARS-CoV-2 Mitte März 2020 abgebrochenen Saison 2019/20 insgesamt 12,9 Punkte, 5,9 Rebounds und 3,8 Korbvorlagen pro Begegnung.
Nach zwei Jahren in Deutschland nahm Logan im Sommer 2020 ein Angebot des spanischen Zweitligisten Bàsquet Girona an. Im Sommer 2021 wurde der US-Amerikaner vom niederländischen Verein Aris Leeuwarden verpflichtet und erzielte während der Saison 2021/22 in der belgisch-niederländischen BNXT-Liga 12,7 Punkte je Begegnung. Er wechselte anschließend im Sommer 2022 in die erste Liga Schwedens. Er wurde 2023 mit Borås schwedischer Vizemeister und entwickelte sich in der Heimhalle der Mannschaft zum Liebling der Anhängerschaft. Logan erzielte im Laufe des Spieljahres 2022/23 in 41 Einsätzen der schwedischen Liga (Svenska Basketligan) im Mittel 12,1 Punkte, 7,2 Korbvorlagen sowie 6,9 Rebounds.
Nach einer zweiten Saison in Borås, in der er abermals durch seine Vielseitigkeit auffiel, zog es Logan nach Japan zu den Gifu Swoops. Im Sommer 2025 wechselte er innerhalb des Landes zu den Tokushima Gambarous.